# اسوینینگ، دانمارک
اسوینینگ (به دانمارکی: Svinninge) یک شهرک در دانمارک است که در شهرداری هولبک واقع شده‌است. اسوینینگ ۲٬۷۹۰ نفر جمعیت دارد.